# Ovitz (Familie)

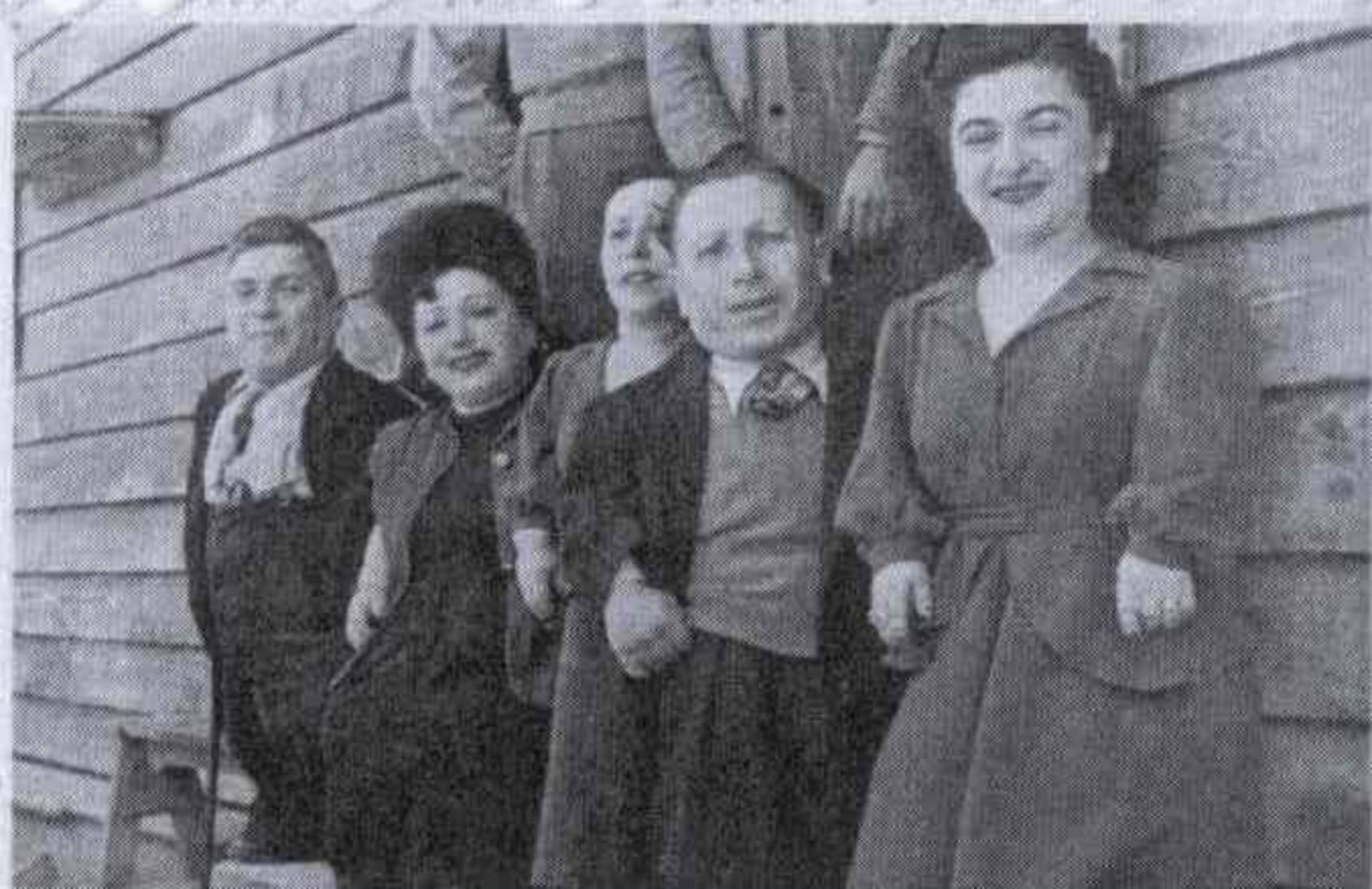
Mitglieder der Familie Ovitz

Die Familie Ovitz war eine rumänische Artistenfamilie, die die „Experimente“ Joseph Mengeles im Konzentrationslager Auschwitz überlebte.

## Geschichte
Der kleinwüchsige Rabbiner Shimshon Isaac Ovitz (1868–1923) zeugte mit seinen zwei Ehefrauen Brana (gest. 1901) und Batia-Bertha insgesamt zehn Kinder, von denen sieben von Pseudoachondroplasie betroffen waren: Rozika, Franzeska, Frieda, Elizabeth, Perla, Miki und Avraham. Die Töchter Leah und Seren-Sara sowie der Sohn Arie dagegen erreichten normale Körpermaße. Die kleinwüchsigen Geschwister bildeten in den 1930er Jahren die „Liliput-Truppe“ und traten mit Musik-, Theater- und Tanzvorführungen in zahlreichen Ländern Ost- und Mitteleuropas auf.
Im März 1944 wurde die jüdische Familie Ovitz, die sich zu diesem Zeitpunkt in Ungarn aufhielt und ihre Herkunft lange verschleiert hatte, gefasst. Nachdem sie offenbar zunächst noch einmal in ihre Heimatstadt Sighet hatten reisen können, wurden die Geschwister nach Auschwitz deportiert, wo sie am 19. Mai 1944 eintrafen. Mengele sortierte sie an der Rampe aus und behielt die gesamte Familie, auch die groß gewachsenen Mitglieder und etliche Personen, die sich als Verwandte der Familie Ovitz ausgaben, für seine Experimente zurück. Dadurch wurde diese zwar vor dem Verhungern oder der Vergasung bewahrt, jedoch grausam misshandelt. Mengele drehte auch einen Film über die Geschwister, dessen Verbleib unbekannt ist.
Am 27. Januar 1945 erlebte die Familie Ovitz die Befreiung des Lagers. Im August kehrten die Geschwister nach Rozavlea zurück, wo sie vor ihrer Festnahme ihr Heim gehabt hatten. Die Geschwister fanden ihr Elternhaus in Sighet geplündert vor. Später lebten sie zwei Jahre lang in Antwerpen, schließlich wanderten sie 1949 nach Israel aus, wo sie ihre Bühnenkarriere, unter anderem mit einem Stück namens „Totentanz“, fortsetzten.
Ab 1955 betrieben die Geschwister zwei Kinos in Haifa. Die jüngste der Schwestern, Perla Ovitz, starb als letztes Mitglied der einstigen „Liliput-Truppe“ im Jahr 2001.

## Buch und Film
Die israelischen Journalisten Yehuda Koren und Eilat Negev schrieben über die Geschichte der Familie ein Buch, das in zahlreiche Sprachen übersetzt wurde, sich allerdings nach dem Urteil einer Kritikerin „wie ein Groschenheft“ liest. Über Perla Ovitz' Suche nach dem im KZ gedrehten Film in der Zeit nach dem Krieg drehte der israelische Regisseur Schahar Rosen später einen Film mit dem Titel „Liebe Perla“.